# Monte Genna Strinta
Il monte Genna Strinta è un rilievo del massiccio del Sulcis, alto 856 m.
È situato nel settore centrosettentrionale del massiccio montuoso lungo uno spartiacque che congiunge da nord a sud il monte Arcosu con il monte Lattias, sul confine occidentale del lotto originario della riserva WWF di Monte Arcosu e lungo il confine fra i territori comunali di Siliqua e Uta.